# Geir Inge Lien

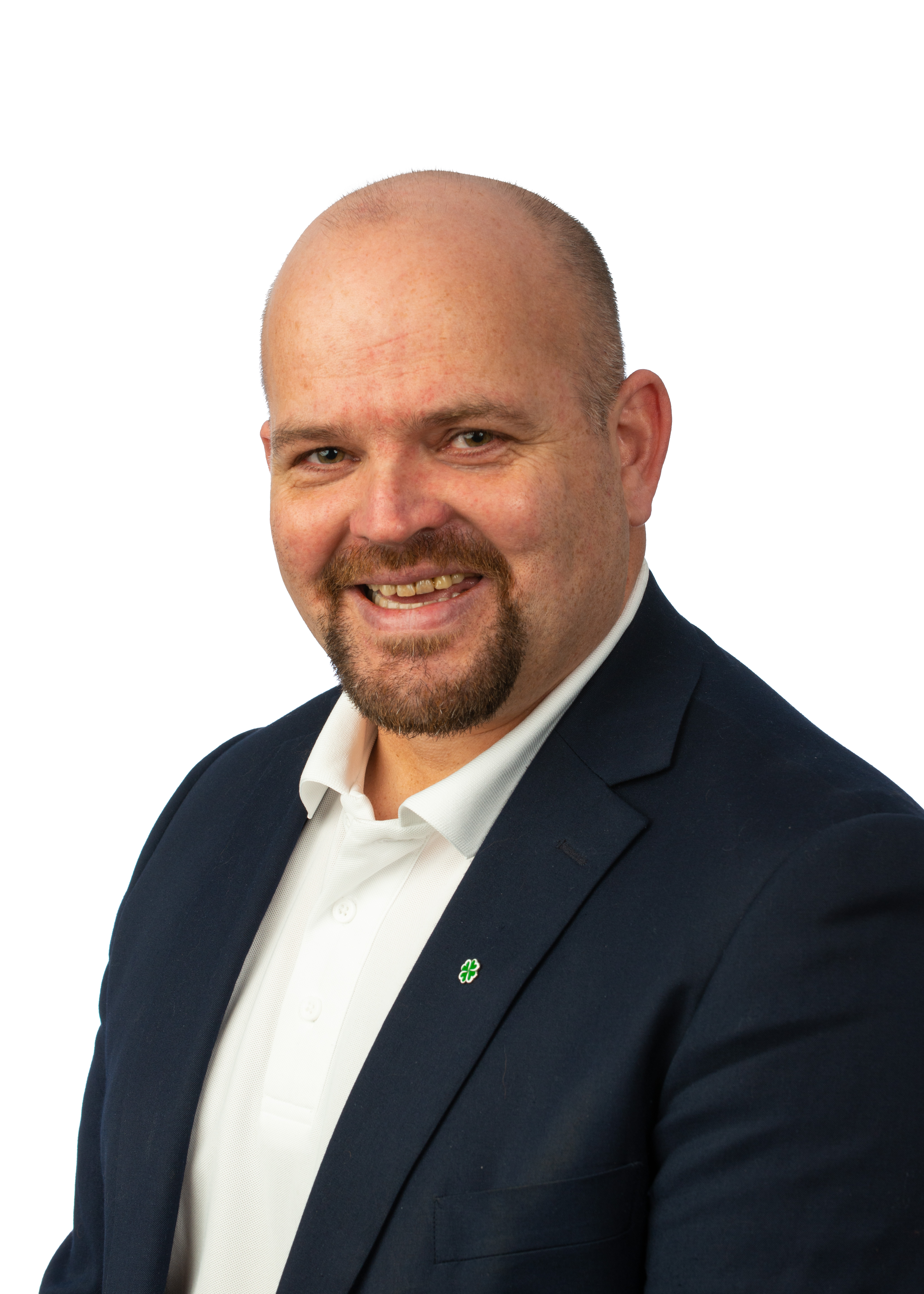
Geir Inge Lien, 2019

Geir Inge Lien (* 30. Mai 1972) ist ein norwegischer Politiker der Senterpartiet (Sp). Seit 2021 ist er Abgeordneter im Storting.

## Leben
Lien ist Landwirt und stammt aus Vestnes. Er zog 1999 erstmals in das Kommunalparlament seiner Heimatgemeinde ein. Zwischen 2007 und 2011 fungierte er als stellvertretender Bürgermeister von Vestnes. 2011 wurde er schließlich zum ersten Bürgermeister gewählt. Er behielt diesen Posten bis 2019. In der von 2015 bis 2019 andauernden Legislaturperiode saß er im Fylkesting von Møre og Romsdal.
Lien zog bei der Parlamentswahl 2021 erstmals in das norwegische Nationalparlament Storting ein. Zuvor kam er bereits als Vararepresentant, also als Ersatzabgeordneter, zu mehreren Einsätzen. Im Storting vertritt er den Wahlkreis Møre og Romsdal und wurde Mitglied im Transport- und Kommunikationsausschuss.